# Marta Domachowska

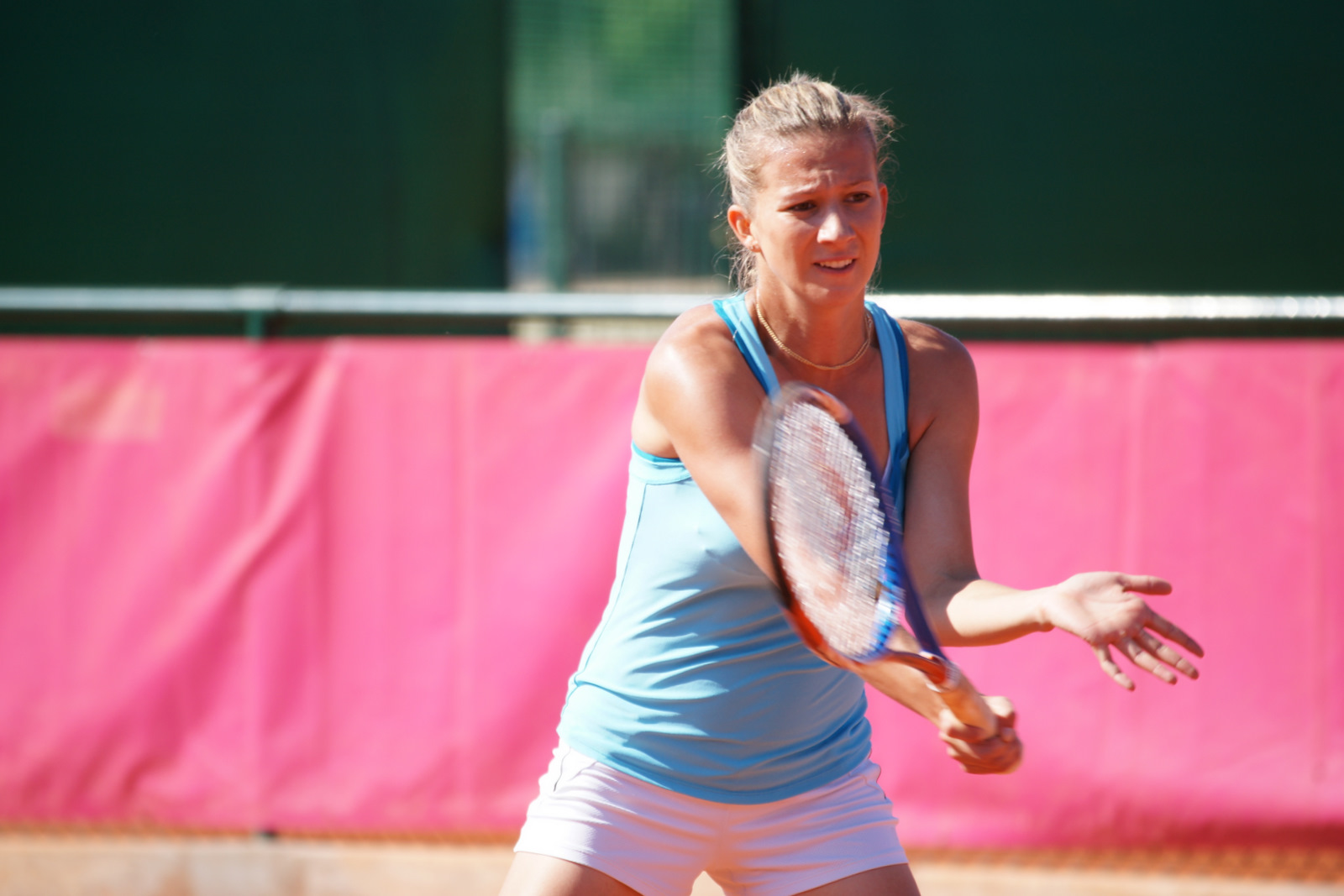
Marta Domachowska à l'Open de Cagnes-sur-Mer en 2011.

Marta Domachowska (née le 16 janvier 1986 à Varsovie) est une joueuse de tennis polonaise, professionnelle de 2001 à 2015.
Elle a remporté un titre en double dames sur le circuit WTA.

## Palmarès

### Titre en simple dames
Aucun

### Finales en simple dames
| No | Date       | Nom et lieu du tournoi                   | Catégorie | Dotation  | Surface      | Vainqueure      | Score         |          |
| -- | ---------- | ---------------------------------------- | --------- | --------- | ------------ | --------------- | ------------- | -------- |
| 1  | 27-09-2004 | Korea Tennis Championships, Séoul        | Tier IV   | 140 000 $ | Dur (ext.)   | Maria Sharapova | 6-1, 6-1      | Parcours |
| 2  | 16-05-2005 | Internationaux de Strasbourg, Strasbourg | Tier III  | 170 000 $ | Terre (ext.) | Anabel Medina   | 6-4, 6-3      | Parcours |
| 3  | 19-02-2006 | Cellular South Cup, Memphis              | Tier III  | 175 000 $ | Dur (int.)   | Sofia Arvidsson | 6-2, 2-6, 6-3 | Parcours |

### Titre en double dames
| No | Date       | Nom et lieu du tournoi            | Catégorie | Dotation  | Surface    | Partenaire    | Finalistes                    | Score     |          |
| -- | ---------- | --------------------------------- | --------- | --------- | ---------- | ------------- | ----------------------------- | --------- | -------- |
| 1  | 08-01-2006 | Canberra Women’s Classic Canberra | Tier IV   | 145 000 $ | Dur (ext.) | Roberta Vinci | Claire Curran Līga Dekmeijere | 7-65, 6-3 | Parcours |

### Finales en double dames
| No | Date       | Nom et lieu du tournoi                  | Catégorie | Dotation  | Surface      | Vainqueures                        | Partenaire          | Score              |          |
| -- | ---------- | --------------------------------------- | --------- | --------- | ------------ | ---------------------------------- | ------------------- | ------------------ | -------- |
| 1  | 31-01-2005 | Volvo Women’s Open Pattaya              | Tier IV   | 170 000 $ | Dur (ext.)   | Marion Bartoli Anna-Lena Grönefeld | Silvija Talaja      | 6-3, 6-2           | Parcours |
| 2  | 16-05-2005 | Internationaux de Strasbourg Strasbourg | Tier III  | 170 000 $ | Terre (ext.) | Rosa María Andrés Andreea Vanc     | Marlene Weingärtner | 6-3, 6-1           | Parcours |
| 3  | 18-07-2006 | Western & Southern Open Cincinnati      | Tier III  | 175 000 $ | Dur (ext.)   | Maria Elena Camerin Gisela Dulko   | Sania Mirza         | 6-4, 3-6, 6-2      | Parcours |
| 4  | 08-09-2008 | C. Bank Tennis Classic Bali             | Tier III  | 225 000 $ | Dur (ext.)   | Hsieh Su-wei Peng Shuai            | Nadia Petrova       | 6-74, 7-63, [10-7] | Parcours |

## Parcours en Grand Chelem

### En simple dames
| Année | Open d'Australie                                    | Open d'Australie                                      | Internationaux de France                            | Internationaux de France                              | Wimbledon                                          | Wimbledon                                             | US Open                                               | US Open          |
| ----- | --------------------------------------------------- | ----------------------------------------------------- | --------------------------------------------------- | ----------------------------------------------------- | -------------------------------------------------- | ----------------------------------------------------- | ----------------------------------------------------- | ---------------- |
| 2004  | —                                                   | —                                                     | Q1 \|\| style="text-align:left" \| Bethanie Mattek  | Q2 \|\| style="text-align:left" \| Mashona Washington | Q3 \|\| style="text-align:left" \| Tzipi Obziler   |                                                       |                                                       |                  |
| 2005  | 2e tour (1/32)                                      | Silvia Farina                                         | 2e tour (1/32)                                      | Flavia Pennetta                                       | 1er tour (1/64)                                    | M.A. Sánchez Lorenzo                                  | 1er tour (1/64)                                       | Shahar Peer      |
| 2006  | 1er tour (1/64)                                     | Justine Henin                                         | 1er tour (1/64)                                     | Nicole Vaidišová                                      | 1er tour (1/64)                                    | Sarah Borwell                                         | 1er tour (1/64)                                       | Vera Zvonareva   |
| 2007  | 1er tour (1/64)                                     | Olga Puchkova                                         | Q1 \|\| style="text-align:left" \| Timea Bacsinszky | —                                                     | —                                                  | Q2 \|\| style="text-align:left" \| Tsvetana Pironkova |                                                       |                  |
| 2008  | 4e tour (1/8)                                       | Venus Williams                                        | 2e tour (1/32)                                      | Elena Dementieva                                      | 2e tour (1/32)                                     | Agnieszka Radwańska                                   | 1er tour (1/64)                                       | Bethanie Mattek  |
| 2009  | 1er tour (1/64)                                     | Sania Mirza                                           | 1er tour (1/64)                                     | Li Na                                                 | 1er tour (1/64)                                    | A. Medina Garrigues                                   | 1er tour (1/64)                                       | Barbora Strýcová |
| 2010  | Q1 \|\| style="text-align:left" \| Sofia Arvidsson  | Q2 \|\| style="text-align:left" \| Michaëlla Krajicek | —                                                   | —                                                     | Q1 \|\| style="text-align:left" \| Evgeniya Rodina |                                                       |                                                       |                  |
| 2011  | —                                                   | —                                                     | —                                                   | —                                                     | —                                                  | —                                                     | Q3 \|\| style="text-align:left" \| Vitalia Diatchenko |                  |
| 2012  | Q2 \|\| style="text-align:left" \| Valeria Savinykh | Q1 \|\| style="text-align:left" \| Andrea Hlaváčková  | Q1 \|\| style="text-align:left" \| Madison Keys     | Q1 \|\| style="text-align:left" \| Julia Glushko      |                                                    |                                                       |                                                       |                  |

à droite du résultat, l’ultime adversaire.

### En double dames
| Année | Open d'Australie              | Open d'Australie           | Internationaux de France      | Internationaux de France   | Wimbledon                     | Wimbledon                  | US Open                     | US Open                        |
| ----- | ----------------------------- | -------------------------- | ----------------------------- | -------------------------- | ----------------------------- | -------------------------- | --------------------------- | ------------------------------ |
| 2005  | -                             | -                          | 2e tour (1/16) S. Talaja      | Lisa Raymond Rennae Stubbs | 2e tour (1/16) S. Talaja      | Nadia Petrova Shaughnessy  | 1er tour (1/32) S. Talaja   | Janet Lee Peng Shuai           |
| 2006  | 1er tour (1/32) Roberta Vinci | Hsieh Su-wei T. Tanasugarn | 1er tour (1/32) Jasmin Wöhr   | Lisa Raymond S. Stosur     | 1er tour (1/32) Martina Suchá | Maureen Drake N. Vaidišová | 2e tour (1/16) J. Kostanić  | Yan Zi Zheng Jie               |
| 2007  | 1er tour (1/32) A. Radwańska  | Vania King J. Kostanić     | -                             | -                          | -                             | -                          | -                           | -                              |
| 2008  | -                             | -                          | 2e tour (1/16) A. Rosolska    | Peng Shuai Sun Tiantian    | 2e tour (1/16) A. Radwańska   | S. Williams V. Williams    | 2e tour (1/16) C. Wozniacki | Medina Garrigues Ruano Pascual |
| 2009  | 1er tour (1/32) Y. Wickmayer  | T. Poutchek An. Rodionova  | 1er tour (1/32) Tamira Paszek | Julie Ditty M. Salerni     | -                             | -                          | -                           | -                              |

sous le résultat, la partenaire ; à droite, l’ultime équipe adverse.

### En double mixte
| Année | Open d'Australie | Open d'Australie | Internationaux de France | Internationaux de France | Wimbledon                    | Wimbledon                   | US Open | US Open |
| ----- | ---------------- | ---------------- | ------------------------ | ------------------------ | ---------------------------- | --------------------------- | ------- | ------- |
| 2006  | -                | -                | -                        | -                        | 1er tour (1/32) M. Matkowski | M. Shaughnessy J. Gimelstob | -       | -       |
| 2008  | -                | -                | -                        | -                        | 1er tour (1/32) F. Verdasco  | C. Dellacqua S. Lipsky      | -       | -       |

sous le résultat, le partenaire ; à droite, l’ultime équipe adverse.

## Parcours en «Premier Mandatory» et «Premier 5»
Découlant d'une réforme du circuit WTA inaugurée en 2009, les tournois WTA « Premier Mandatory » et « Premier 5 » constituent les catégories d'épreuves les plus prestigieuses, après les quatre levées du Grand Chelem.

### En simple dames
| Année |              | Premier Mandatory                 | Premier Mandatory | Premier Mandatory | Premier Mandatory |       | Premier 5 | Premier 5 | Premier 5  | Premier 5 | Premier 5 | Premier 5 | Premier 5 |
| Année | Indian Wells | Miami                             | Madrid            | Pékin             | Dubaï             | Dubaï | Rome      | Canada    | Cincinnati | Tokyo     | Tokyo     |           |           |
| Année | Indian Wells | Miami                             | Madrid            | Pékin             | Dubaï             | Dubaï | Rome      | Canada    | Cincinnati | Tokyo     | Tokyo     |           |           |
| Année | Indian Wells | Miami                             | Madrid            | Pékin             | Dubaï             | Dubaï | Rome      | Canada    | Cincinnati | Tokyo     | Tokyo     |           |           |
| 2009  |              | 1er tour (1/64) A. Pavlyuchenkova |                   |                   |                   |       |           |           |            |           |           |           |           |

Sous le résultat, l’ultime adversaire.

## Parcours aux Jeux olympiques

### En simple dames
| # | Date       | Nom de l'olympiade  | Surface    | Résultat        | Ultime adversaire  | Score    |          |
| - | ---------- | ------------------- | ---------- | --------------- | ------------------ | -------- | -------- |
| 1 | 11/08/2008 | Olympic Games Pékin | Dur (ext.) | 1er tour (1/32) | Tsvetana Pironkova | 6-3, 6-4 | Parcours |

### En double dames
| # | Date       | Nom de l'olympiade  | Surface    | Résultat        | Partenaire          | Ultimes adversaires                  | Score    |          |
| - | ---------- | ------------------- | ---------- | --------------- | ------------------- | ------------------------------------ | -------- | -------- |
| 1 | 11/08/2008 | Olympic Games Pékin | Dur (ext.) | 1er tour (1/16) | Agnieszka Radwańska | Alona Bondarenko Kateryna Bondarenko | 6-3, 6-2 | Parcours |

## Parcours en Fed Cup
| #                                                                | Date       | Lieu      | Surface         | Gagnante(s)          | Perdante(s)       | Score         |          |
|                                                                  |            |           |                 |                      |                   |               |          |
| 2010 - 1er tour (groupe mondial II) - Pologne - Belgique - 2 : 3 |            |           |                 |                      |                   |               |          |
| 1                                                                | 06/02/2010 | Bydgoszcz | Dur (int.)      | Yanina Wickmayer     | Marta Domachowska | 4-6, 6-1, 6-3 | Parcours |
| 1                                                                | 06/02/2010 | Bydgoszcz | Dur (int.)      | Kirsten Flipkens     | Marta Domachowska | 6-3, 7-66     | Parcours |
|                                                                  |            |           |                 |                      |                   |               |          |
| 2010 - Barrage (groupe mondial II) - Pologne - Espagne - 1 : 4   |            |           |                 |                      |                   |               |          |
| 2                                                                | 24/04/2010 | Sopot     | Moquette (int.) | María José Martínez  | Marta Domachowska | 7-64, 6-2     | Parcours |
| 2                                                                | 24/04/2010 | Sopot     | Moquette (int.) | Carla Suárez Navarro | Marta Domachowska | 6-3, 6-2      | Parcours |

## Classements WTA en fin de saison

### En simple
| Année | 2002 | 2003 | 2004 | 2005 | 2006 | 2007 | 2008 | 2009 | 2010 | 2011 | 2012 | 2013 | 2014 |
| Rang  | 356  | 244  | 74   | 60   | 90   | 180  | 56   | 140  | 299  | 157  | 225  | 417  | 889  |

source : (en) « Classements de Marta Domachowska », sur le site officiel du WTA Tour

### En double
| Année | 2002 | 2003 | 2004 | 2005 | 2006 | 2007 | 2008 | 2009 | 2010 | 2011 | 2012 | 2013 |
| Rang  | 243  | 352  | 204  | 81   | 82   | 243  | 100  | 155  | 304  | 288  | 344  | 186  |

source : (en) « Classements de Marta Domachowska », sur le site officiel du WTA Tour